# Bojarzy

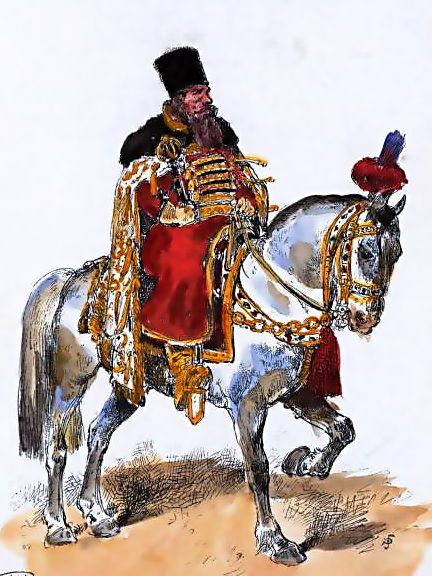
Rosyjski bojar z XVII wieku, wojewoda Wielkiego Pułku

Bojarzy (ze starobułgarskiego: болꙗринъ – boljarin)
- W średniowiecznej Bułgarii (do XIV wieku), Wołoszczyźnie, Mołdawii i później na Rusi – wyższa szlachta feudalna, magnaci, wielcy właściciele ziemscy.
- Zbiorowa nazwa przedstawicieli klasy panującej w Rusi Kijowskiej, zajmującej drugą – po książętach – dominującą pozycję w rządzie.
- Na terytoriach Wielkiego Księstwa Litewskiego[1] wyższa warstwa szlachty sytuująca się poniżej kniaziów[2]. Jako elita wojskowa i administracyjna, zajmowali wyższą pozycję społeczną niż drobni posiadacze ziemscy[3].
- W Księstwie Moskiewskim współuczestniczyli w rządzeniu państwem w ramach Dumy Bojarskiej. W Rosji tytuły bojarskie stosowano do czasów Piotra I Wielkiego, który je zniósł.